# Зла-Колата
Зла-Колата (черног. Зла Колата, Zla Kolata, алб. Kolata e Keq) — вершина высотой 2534 метра на границе Черногории и Албании в горном массиве Проклетие. Зла-Колата является высочайшей вершиной Черногории.

## Физико-географическая характеристика
Зла-Колата расположена на границе Черногории и Албании. Со стороны Албании, вершина лежит в округе Тропоя в области Кукес. На стороне Албании ближайший населенный пункт — город Валбона, расположенный в 4 километрах на юго-восток, на стороне Черногории — город Гусинье в 10 километрах на запад. Гусинье обычно является стартовой точкой для восхождения на гору.
Зла-Колата является второй по высоте вершиной в массиве Колата, чья высочайшая точка — вершина Мая-Колата (Maja e Kollatës, или черногор. Ravna Kolata) с высотой 2552 метра, но она целиком расположена на территории Албании примерно в одном километре на юг от границы. Зла-Колата расположена на гребне массива к северу от реки Валбонаталс (Valbonatals).
Название вершины означает «Плохая (Злая) Колата». Другая вершина, «Хорошая (Добрая) Колата» (черногор. Kolata Dobra) лежит всего в 100 метрах на северо-восток от Зла-Колаты, и является второй по высоте вершиной Черногории с высотой 2526 метров. Вершины разделены седловиной с высотой 2416 метров. Таким образом, вторая вершина обычно не выделяется в самостоятельную, так как её относительная высота составляет всего 110 метров.
Иногда высочайшей вершиной Черногории называют вершину Боботов-Кук с высотой 2523 метров над уровнем моря в массиве Дурмитор. Отчасти это связано с тем, что, в отличие от Зла-Колата, вершина целиком расположена на территории Черногории, а также с возможной неточностью более ранних измерений высоты вершины Зла-Колата. Однако измерения высоты, сделанные альпинистами, показали, что вершина Зла Колата выше на 11 метров.

## Охрана природы
В 2009 году, правительство Черногории объявило о создании национального парка Проклетие, включающего территорию горного массива и прилегающим к нему территориям. Вершины Зла-Колата и Добра-Колата также вошли в состав парка.

## Происшествия
В августе 2012 года двое чешских альпинистов погибли при попытке восхождения на вершину Зла-Колата, упав с высоты около 400 метров.